# 129259 Tapolca
129259 Tapolca è un asteroide della fascia principale. Scoperto nel 2005, presenta un'orbita caratterizzata da un semiasse maggiore pari a 3,4847362 UA e da un'eccentricità di 0,0560524, inclinata di 8,68587° rispetto all'eclittica.
L'asteroide è dedicato all'omonima città ungherese.